# Lígia Fonseca
Lígia Arcângela Fonseca, née Lígia Arcângela Lubrino Dias le 24 août 1963,  est une avocate et une femme politique capverdienne. Fonseca est devenue la première femme présidente de l'Association des avocats capverdiens (OAC), le barreau national du pays, en 2001. Elle est mariée au juriste et homme politique Jorge Carlos Fonseca et est devenue de ce fait, lorsque celui-ci a été élu président, en 2011, et jusqu'en 2021, la Première dame du Cap-Vert.

## Biographie
Elle est née en août 1963 à Beira, au Mozambique portugais, le 24 août 1963, de Canta et Máximo Dias,. Son père, Máximo Dias, est un avocat mozambicain, un homme politique et le chef d’un parti nationaliste pour l’indépendance, non marxiste, le Mouvement nationaliste du Mozambique (en) ou MONAMO,. En 1976, alors qu’elle est encore adolescente, sa famille déménage à Lisbonne, au Portugal, en raison de l'instabilité politique au Mozambique et du régime mono-parti imposé par le Front de libération du Mozambique (FRELIMO).
Elle reste à Lisbonne, tout en espérant pouvoir revenir un jour à Beira. Elle s'inscrit à la faculté de droit de l'université de Lisbonne, où elle a obtient un diplôme de droit,. Elle y rencontre en 1987 son futur mari, Jorge Carlos Fonseca, qui est Capverdien. Le couple se marie le 26 mars 1989 lors d'une cérémonie au Portugal. Ils ont trois filles.
Ils s’installent ensuite à Macao, ancien comptoir et colonie portugaise en Chine, où son mari est engagé comme professeur de droit à l'université. Le couple s'implante ensuite au Cap-Vert en 1991 : c’est son premier retour dans un pays africain depuis son départ du Mozambique en 1976. Elle co-écrit un guide des droits de la femme, "Guia dos Direitos da Mulher",  en 1997, et publie plusieurs articles  dans des magazines et des journaux du Cap-Vert.
Le 30 avril 2001, elle devient la première femme à être élue présidente de l'Ordre des avocats du Cap-Vert (Ordem dos Advogados de Cabo Verde),,. Elle en est présidente de 2001 à 2004, date à laquelle elle est remplacée par Carlos Alberto Veiga.
Son mari, Jorge Carlos Fonseca est élu président au second tour de l'élection présidentielle capverdienne de 2011, faisant de Ligia Fonseca la quatrième Première Dame du Cap-Vert. Ligia Fonseca se concentrer sur les questions sociales pendant son mandat. Elle continue à pratiquer le droit, restant une avocate active. 
Le 22 novembre 2017, elle reçoit la Grande-Croix de l’Ordre de l'Infant Dom Henri, du Portugal, à l'occasion de sa visite d'État à Lisbonne, en compagnie de son mari. Son mari quitte la présidence en octobre 2021, respectant la constitution qui limite à deux le nombre de mandats possibles.